# Pancorius magniformis
Pancorius magniformis là một loài nhện trong họ Salticidae.
Loài này thuộc chi Pancorius. Pancorius magniformis được Marek Żabka miêu tả năm 1990.